# Lac de Dobbiaco
Le lac de Dobbiaco (en allemand : Toblacher See) est un petit lac alpin italien originaire d'un glissement de terrain, situé dans le val Pusteria, au nord des Dolomites, à 1 176 m d’altitude, dans la commune de Dobbiaco, à environ 105 km de Bolzano. Le lac est situé au sud du village du même nom. La Rienza est son affluent et son émissaire. 

## Histoire
Le lac a été formé dans l'Antiquité, à la suite des nombreux glissements de terrain qui se produisent souvent sur les montagnes du mont Serla sur les rives du lac. Ce lac de montagne, traversé par la Rienza, est soumis à un apport continu de débris et de développement de plantes aquatiques submergées. Cela conduit à une forte tendance à l'enfouissement du bassin, auquel il faut remédier périodiquement. Depuis 1977, le bassin fait partie d'une zone protégée. 
Entre 1983 et 1987, des travaux ont été entrepris pour réorganiser le lac, notamment des opérations d’enlèvement des sédiments, principalement dans la zone sud du bassin. Pour entretenir le lac, un travail de coupe est effectué chaque année et par conséquent, l’enlèvement de la végétation submergée, qui avance de plus en plus, diminuant la surface réelle du lac. En 2009, des travaux ont été effectués en déplaçant la route nationale vers l’ouest, ce qui a permis de construire des parkings pour les voitures et les bus, facilitant ainsi l’accès piétonnier au lac. 
Au printemps 2010, les travaux de réhabilitation du fond du lac ont repris. Ce sont des travaux périodiques, qui durent plusieurs années et qui doivent être effectués pour éviter que la surface du lac se réduise lentement, compte tenu de sa faible profondeur de 3,5 mètres. Ce dernier enlèvement de sédiments a eu lieu à l’aide d’une embarcation de type dragueur de mines, appelée PIT HOG, Liquid Waste Technology, et provenant du Wisconsin (États-Unis). Le véhicule est équipé d'un bras hydraulique qui abaisse une tarière à lames métalliques, qui déplace les sédiments qui sont à leur tour séparés de l'eau, aspirés et transportés ailleurs. 

## Caractéristiques

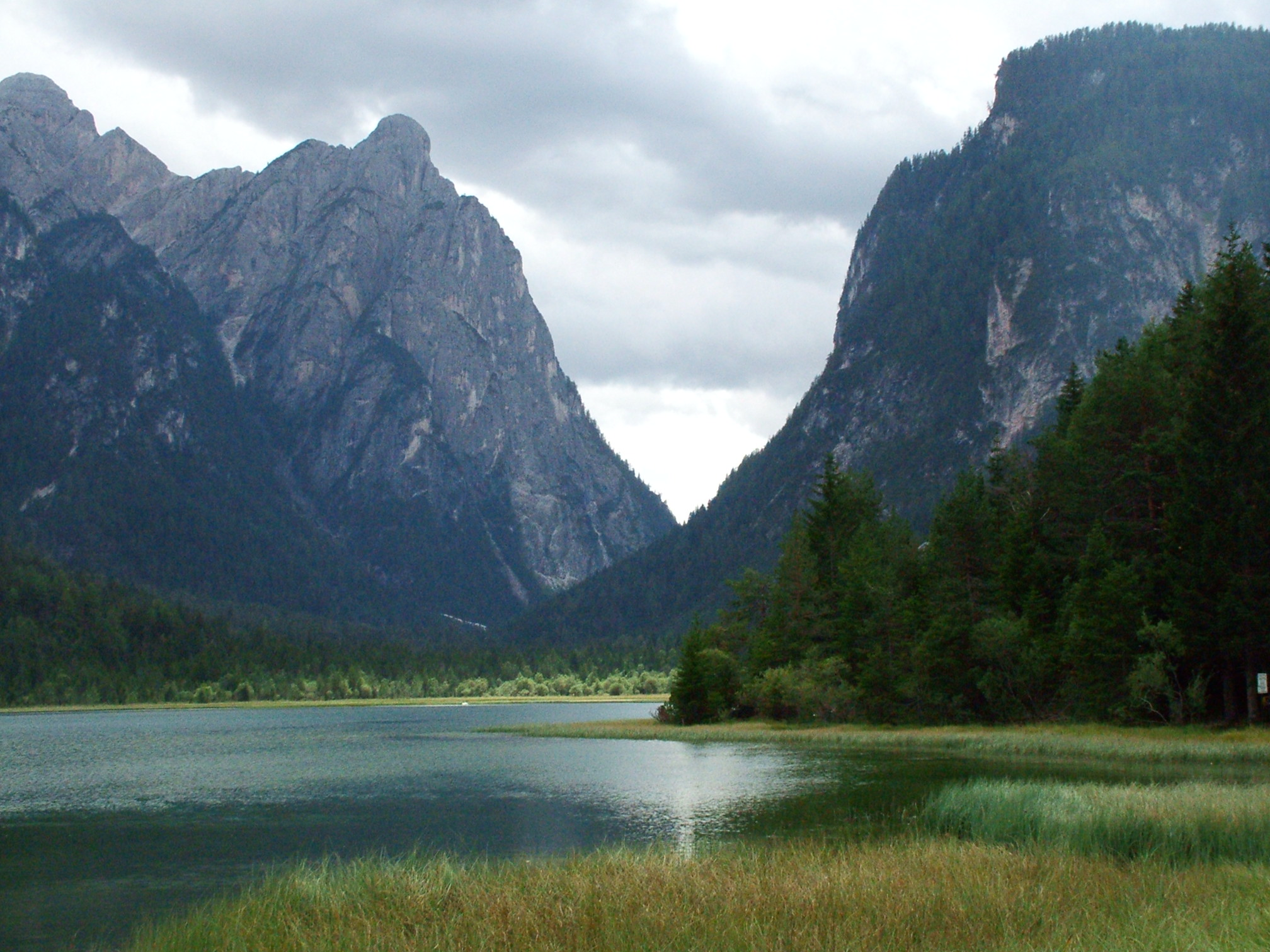
Le lac de Dobbiaco.

Le lac est situé exactement à la frontière entre deux parcs naturels : le parc naturel des Tre Cime et le parc naturel Fanes - Sennes - Braies. Le bassin a un volume estimé à 286 000 m3 et un périmètre d'environ 4,5 kilomètres. 
Il n'est pas recommandé de plonger dans les eaux  du lac, même en été, mais il est possible de faire des promenades en bateau ou en pédalo. Pendant les saisons froides, lorsque le lac est complètement gelé, il est possible de pratiquer le curling ou simplement de marcher sur la glace. 
Près du lac, il y a aussi un camping, ainsi que quelques restaurants. 
Dans le lac, il est possible de pêcher après l'achat de la licence sur place. Déjà au XXIIe siècle, l'arpenteur Marx Sittich von Wolkenstein louait son abondance de poisson. Parmi les espèces présentes dans le lac, il y a le chabot commun et certains types de truites. 
Autour du lac, un sentier de découverte de la nature a été construit au printemps 2000. Tout au long du parcours, qui couvre tout le périmètre du lac, onze tableaux d’information différents sont présentés sur la flore, la faune et la géomorphologie de la région située à proximité du lac. 

## Particularités
Autour du lac, il y a 5 bunkers italiens, construits sous Mussolini en 1939, afin de protéger les voies d'accès en Italie. Ces casemates font partie du Vallo Alpino, dans le Haut-Adige, précisément au nord du barrage du val di Landro.